# 김형성
김형성(1976년 2월 28일 ~)은 해태 타이거즈의 전 야구 선수다. 1998년에는 주요 백업 요원으로 뛰었다. 광주진흥고등학교를 졸업했다.

## 같이 보기
- 1997년 해태 타이거즈 시즌